# Seals, Bay of
Seals, Bay of är en vik i Antarktis. Den ligger i Västantarktis. Nya Zeeland gör anspråk på området.